# 老城镇 (沈丘县)
老城镇，是中华人民共和国河南省周口市沈丘县下辖的一个乡镇级行政单位。

## 行政区划
老城镇下辖以下地区：
第四社区、第一社区、第二社区、第三社区、南关村、北关村、西关村、北韩湾村、刘坟村、岳庄村、刘大庄村、前楼村、北吴营村、桃园村、郑庄村、许庄村、李仙庄村、后谷营村、前谷营村、晏庄村、张湾村、陈庄村、徐营村、刘埠口村、路庄村、阮庄村、李坟村、李楼村、杨洼村、荆条村、孙庙村、南吴营村、李庄村、卢营村、瓦房村、程庄村、增福庙村、龙王庙村、后东村、后西村、寨里村和蒋湾村。